# Nemesea
Nemesea ist eine niederländische Alternative-Rock-Band, die 2002 in Groningen gegründet wurde.

## Geschichte
Gegründet wurde die Band durch Manda Ophuis und Hendrik J. de Jong am Konservatorium in Groningen. Nachdem die Besetzung komplett und drei Demostücke aufgenommen worden waren, debütierte die Band als Support für After Forever. Danach ging die Band Ende 2003 bei Ebony Tears, einem örtlichen Plattenlabel, unter Vertrag und produzierte das erste Album Mana, welches im Februar 2004 erschien.
Nemesea ist die erste Band, die auf der Website SellaBand 50.000 US-Dollar einsammeln konnte, womit das zweite Album In Control aufgenommen und produziert wurde. Am 19. Mai 2007 gab die Band bekannt, dass sich ihr Keyboarder Berto Booijink schon zu Beginn des Jahres dazu entschieden hatte, die Band zu verlassen. Schließlich stieß Lasse Dellbrugge als neuer Keyboarder hinzu. Im September 2009 wurde das Live-Album Pure Live @ P3 veröffentlicht. Es wurde im Juli 2009 in Purmerend aufgezeichnet. Am 14. März 2011 gab die Band bekannt, sich von ihrem Schlagzeuger getrennt zu haben. Als Nachfolger wurde Frank van der Star vorgestellt. Im Frühjahr 2016 veröffentlichte die Band ihr viertes Studioalbum Uprise, mit dem sie sich endgültig von ihren Metal-Wurzeln trennten und sich stattdessen in Richtung Alternative Rock entwickelten. Am 1. August 2016 gab man die Trennung von Sängerin und Gründungsmitglied Manda Ophuis nach 14 gemeinsamen Jahren bekannt, die sich dazu entschlossen hat ihrem Berufsleben oberste Priorität einzuräumen. Im Rahmen der Suche nach einer Nachfolgerin soll laut einem Posting des Webzines sounds2move.de im Herbst auch ein offenes Casting stattfinden, wobei sich das Magazin auf entsprechende Kommentare der Band auf deren Facebook-Seite beruft.

## Stil
Das erste Album Mana ist dem Symphonic Metal zuzuordnen, was sich in Musik und Texten niederschlägt. Während die Gitarre für die nötige Härte sorgt, werden genretypisch Chor und Streichersounds neben elektrischen Klängen eingesetzt, die häufig – wie etwa in den Stücken Lucifer und Threefold Law – das Riff bilden und die Gitarre lediglich als Rhythmusinstrument eingesetzt wird.
Auf dem Album In Control hat die Band sich sowohl der Metal-Riffs als auch der Streicher und des Chors entledigt und kreiert einen Klang, der eher dem Alternative Rock mit elektronischen Anklängen zuzuordnen ist. Auf dem Album The Quiet Resistance wird dieser Stil fortgesetzt.

## Diskografie

### Alben
- 2004: Mana
- 2007: In Control
- 2011: The Quiet Resistance
- 2016: Uprise
- 2019: White Flag

### Live-Alben
- 2009: Pure: Live @ P3
- 2012: Pure: Live @ P3 (Remixed and remastered)

### Singles
- 2009: No More
- 2016: Twilight
- 2016: Forever
- 2017: Dance in the Fire
- 2017: Hear Me (Alternate Version 2017)
- 2018: Twilight (New Vocal Version 2018)
- 2019: Kids with Guns
- 2019: Fools Gold
- 2019: White Flag
- 2020: New Year's Day
- 2020: Wake Up!
- 2021: Threefold Law 2021
- 2022: No Good – Start the Dance
- 2024: Save Me
- 2024: Black Dress